# Premio Yehudi Menuhin
El Premio Yehudi Menuhin otorgado por el Círculo Filatélico de Música (en inglés: Philatelic Music Circle o PMC), sancionado desde el año 2001 para los artistas por la mejor estampilla del año anterior en la temática musical. El trofeo se instauró en honor al violinista norteamericano y director de orquesta Yehudi Menuhin (1916 - 1999). Menujin durante 30 años, desde el año 1969 al año 1999, fue el líder de la asociación filatélica internacional PMC. Del año 1980 al año 1997 también fue el presidente internacional de los jueces para el Premio Robert Stoltz, que era entregado a los artistas por el mejor sello postal en la temática musical.

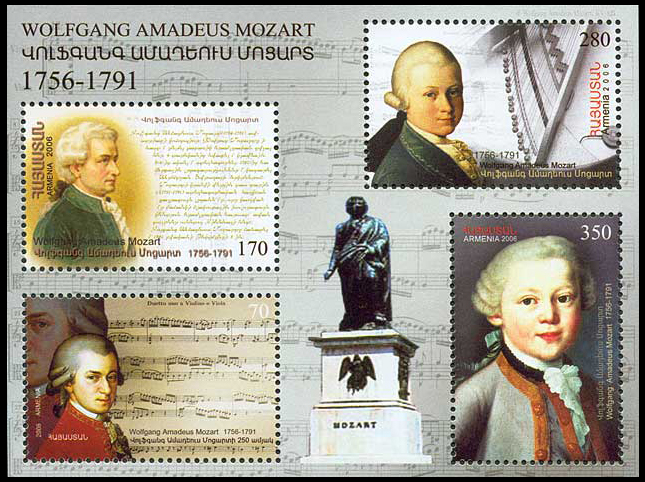
Hoja bloque armenia con imágenes de Mozart. El 3r Premio Yehudi Menuhin del año 2008.

El Premio Robert Stoltz cesó desde la muerte del fundador. Sin embargo, en el año 2001 se fundó un nuevo Premio para la mejor estampilla musical, a nombre de Menujin.

## Laureados
- 2001 - Myriam Voz, Thierry Martin - la estampilla de Bélgica “Johann Sebastian Bach y Museo de instrumentos musicales en Bruselas” (Michel #2963-2968; Scott #1812-1817)
- 2002 -  Carlos Menck Freire - hoja bloque de Uruguay “125 años de la creación de “El anillo del nibelungo” por Richard Wagner” (Scott #1907)
- 2003 -  Nelson Inocencio - la estampilla de Brasil “Instrumentos musicales” (Scott #2869A-2877A)
- 2004 - Emre Becer - la estampilla de Turquía “Instrumentos musicales” (Michel #3355-3356; Scott #2866-2867)
- 2005 - Franco Filanci - hoja bloque de San Marino “Redescubrimiento del Teatro de La Scala en Milán” (Michel #2175-2177; Scott #1623)
- 2006: 
  - el 1r trofeo - Adolf Tumma - la estampilla de Austria “El 50° aniversario del redescubrimiento del teatro urbano y la Ópera Estatal de Viena” (Michel #2555-2556; Scott #2027)
  - el 2do trofeo - Leandro Dopasio - la estampilla de Argentina “El 50° aniversario de las relaciones bilaterales entre Argentina y Tailandia” (Scott #2312-2313)
  - el 3r trofeo - Colin Tiller y Arion Vong - hoja bloque de Hong Kong “Exposición filatélica internacional Pacific Explorer 2005 in Sídney” (Scott #1137)
- 2007: 
  - El 1r trofeo - Miriam Voz Thierry Martin  - la estampilla de Bélgica “Les Polifonistes de Renaissance” (Michel #3519-3523)
  - el 2do trofeo - Ülle Marks y Jüri Kass - hoja bloque de Estonia “El 100° aniversario del Teatro de Estonia en Tallinn” (Michel #546-547)
  - el 3r trofeo - CDT - la estampilla de Gran Bretaña “Musica de Gran Bretaña” y Wolfgang Seidel - hoja bloque de Austria “Masonería en Austria” (Michel #2577)
- 2008: 
  - el 1r trofeo - Eugene Kalmus - la estampilla de Luxemburgo “Gran órgano de Dukedom”
  - el 2do trofeo - Guy Rausch - la estampilla de Luxemburgo “Mosaico romano de Vichten”
  - el 3r premio - N. Gyulumyan - hoja bloque de Armenia “El 250° aniversario del nacimiento de Wolfgang Amadeus Mozart”